# Vaszar
Vaszar község Veszprém vármegyében, a Pápai járásban.

## Fekvése
Pápától mintegy 8 kilométerre, a Sokoróalja szélén húzódó dombhátak egyikén, a Gerence-patak közelében települt. Külterületén két szőlőhegy található, Mézeshegy és Gyulahegy.

### Megközelítése
A település közúti elérését a 8305-ös út biztosítja, ezen közelíthető meg déli irányból, Pápa felől, illetve északról is, Gyarmatnál letérve a 83-as főútról délkeleti irányban. Nyugati szomszédjával, Takácsival a 83 126-os számú mellékút köti össze.
A hazai vasútvonalak közül a települést a MÁV 10-es számú Győr–Celldömölk-vasútvonala érinti, amelynek egy megállási pontja van itt. Vaszar vasútállomás a belterület nyugati szélén helyezkedik el, közúti elérését a 83 126-os útból észak felé kiágazó 83 309-es számú mellékút teszi lehetővé. Korábban egy ideig gazdasági vasút is indult innen, a ma Malomsokhoz tartozó Ponyvádra (e vasút csekély sínmaradványai még láthatók a Google Utcakép 2022-ben elérhető felvételein, a vonal és a 83-as főút keresztezésénél, Takácsitól északra).

## Története
Régészeti leletek bizonyítják, hogy már a bronzkorban lakott volt. Első okleveles említése 1332-ből való. Területén az őskortól a késő középkorig terjedően kerültek elő használati tárgyak. A középkor folyamán a győri püspök Veszprém vármegyei  birtokainak központja volt. 1403-tól egy ideig a Szent Mauríciusz Monostorhoz tartozott. 1567- 1592 között török uralom alatt állt, majd elnéptelenedett. A 18. században népesült be  újra.
A Pápától nyolc kilométerre észak-északkeletre elterülő község ősi település. A határai között az 1930-as és 1960-as években végzett régészeti kutatások egyértelműen bizonyítják, hogy ez a táj az őskortól kezdve lakott volt. A bronzkor, a korai vaskor, az avarok időszaka majd a honfoglalás idejéből előkerült tárgyi emlékek azt igazolják, hogy kedvelt és az emberi életfeltételek kialakítására igen alkalmas terület volt ez már ősidőktől fogva. Erdő és mocsaras tórendszer vette körül a dombvonulatot, melyen a község épült.
1910-ben 2126 lakosából 2125 magyar volt. Ebből 2055 római katolikus, 56 evangélikus volt.
A 20. század elején Veszprém vármegye Pápai járásához tartozott.

## Közélete

### Polgármesterei
- 1990–1994: Kiss Andrásné (független)[4]
- 1994–1998: Kiss Andrásné (független)[5]
- 1998–2002: Kiss Andrásné (független)[6]
- 2002–2006: Kiss Gábor (független)[7]
- 2006–2010: Varga Péter (független)[8]
- 2010–2014: Varga Péter (független)[9]
- 2014–2019: Varga Péter (független)[10]
- 2019–2024: Mezei Zsolt (független)[11]
- 2024– : Mezei Zsolt (független)[1]

## Népesség
A település népességének változása:
| Lakosok száma | 1507 | 1489 | 1475 | 1438 | 1530 | 1517 | 1483 |
|               | 2013 | 2014 | 2015 | 2021 | 2022 | 2023 | 2024 |

A 2011-es népszámlálás során a lakosok 87,4%-a magyarnak, 0,7% németnek mondta magát (12,4% nem nyilatkozott; a kettős identitások miatt a végösszeg nagyobb lehet 100%-nál). A vallási megoszlás a következő volt: római katolikus 68,4%, református 3,3%, evangélikus 2,9%, felekezeten kívüli 3,5% (21,6% nem nyilatkozott).
2022-ben a lakosság 92,6%-a vallotta magát magyarnak, 0,6% németnek, 0,3% cigánynak, 0,1-0,1% lengyelnek, görögnek, románnak és szlováknak, 2% egyéb, nem hazai nemzetiségűnek (6,9% nem nyilatkozott; a kettős identitások miatt a végösszeg nagyobb lehet 100%-nál). Vallásuk szerint 50,7% volt római katolikus, 4,1% református, 4% evangélikus, 0,1% görög katolikus, 1,9% egyéb keresztény, 0,8% egyéb katolikus, 6,4% felekezeten kívüli (31,9% nem válaszolt).

## Nevezetességei
- Római katolikus  temploma  1790-ben épült, késő barokk stílusban. Kálvária veszi körül.
- Vaszar - Gecse Vadásztársaság

## Az Ihász Gábor Általános Iskola
A Vaszar, Fő u. 9. alatt található általános iskola 1994. január 6-án vette fel a község neves szülöttje, a 200 éve született nyelvész-paptanár, Ihász Gábor nevét és bő tíz évvel később, 2005. november 26-án ünnepelte fennállásának 100. évfordulóját. Ezen a napon az intézmény az Oktatási Minisztérium elismerő oklevelében részesült.
Az iskolában helytörténeti kiállítás kapott helyet.

## Ismert emberek
- Itt született 1804-ben Ihász Gábor nyelvész-paptanár
- Itt született 1912-ben Csehi Ferenc Nyilaskeresztes párti publicista[14]
- Itt született 1931-ben Ihász Mihály sebészprofesszor
- Itt született 1946-ban Böröczki Mihály költő
- Itt élt Mészáros Norbert válogatott magyar labdarúgó.

## Sportélet
- Vaszar SE  labdarúgó-, teke- és női kézilabda szakosztályok

Az Ihász Gábor Általános Iskola a labdarúgás utánpótlás-nevelést a Góliát Mc Donald’s Labdarúgó Torna, a Bozsik Labdarúgó Akadémia kereteiben biztosítja. Emellett tömegsport, labdarúgó és sakk-szakkörök működnek.